# Frans Ludo Verbeeck
Frans Ludo Verbeeck (Tisselt, 12 september 1926 – Merksplas, 5 oktober 2000) was een Belgisch componist en dirigent. Hij is ook bekend onder de pseudoniemen Randy Beck en Fraver.

## Levensloop
Op 10-jarige leeftijd speelde hij al 2e cornet in de Koninklijke Fanfare "Willen is Kunnen", Tisselt, die toen onder leiding stond van de grootvader van Ferdinand Verbeeck. Later werd dit orkest gedirigeerd door zijn vader en van hem kreeg hij de eerste muzieklessen, zowel muziektheorie als les op de cornet. Later bezocht hij de Muziekschool te Willebroek en daar kreeg hij muziekles van Jan Van der Straeten. In 1939 ging hij naar het Stedelijk Conservatorium te Mechelen, waar hij les kreeg in muziektheorie van Bruno Schevernels en trompet bij Emiel Maes, maar vanwege de Tweede Wereldoorlog kon hij zijn studie daar niet afmaken.
Na de oorlog werd hij trompettist in verschillende amateurorkesten, zoals in «De Regenboog» en in «The Minerva Boys». De eerste bewerkingen die hij schreef waren voor deze amateurorkesten. Meestal waren dit bewerkingen van toenmalige schlagers, zoals Trumpet Blues, Sabeldans ezv.. Vanaf 1948 werd Verbeeck beroepsmusicus in het show- en dansorkest Willy Rockin, en later in het orkest Leo Martin. Met dit orkest heeft hij heel Europa en Noord-Afrika afgereisd. Met het orkest van Leo Martin heeft hij met bijna alle grote artiesten ter wereld samengewerkt en ook voor onder andere Édith Piaf, Freddy Quinn, Frank Sinatra, Louis Armstrong, Billy Eckstein, Caterina Valente en voor vele anderen heeft Verbeeck arrangementen geschreven. Ook in Nederland trad dit orkest op: in Amsterdam (Heck), Den Haag (Heck), Rotterdam (Trocadero), en in 1954 waren zijn in Bussum op de (zwart-wit)televisie.
In 1960 werd hij artistiek directeur van de platenfirma "Sobedi" te Brussel. Tijdens deze periode schreef hij zijn eerste marsen, zoals Bensberg, Fulda, Monte Carlo enz. Onder de pseudoniemen Randy Beck en Fraver schreef hij een groot aantal arrangementen van populaire muziek voor harmonie- en fanfareorkesten.
Verbeeck was dirigent van de Fanfare Verbroederende Vrienden Olen en van 1971 tot 1980 van de Koninklijke Fanfare "Willen is Kunnen", Tisselt, maar ook nog van andere orkesten.

## Composities

### Werken voor harmonieorkest
- 1988 Lima-express, fantasie
- 1989 Castles in Spain, voor harmonie- of fanfareorkest
  1. Oviedo - pasodoble
  2. Burgos - Beguine
  3. A Coruña - Spaanse wals
  4. Zamora - pasodoble
- Carribean Beauties
  1. Gabriela
  2. Margarita
  3. Rosita
- Check Point
- Melody Makers, boekjes 1 tot 5
- Mexican Trumpets
- Miami
- On Line
- Over and Out
- Planckendael
- Roulette
- Torre del Fuego, paso-doble